# Багачка (приток Сулы)
Багачка (укр. Багачка) — левый приток реки Сула, протекающий по Лубенскому району Полтавской области Украины.

## География
Длина — 12 км. Река течёт с востока на запад. Река берёт начало у остановочной платформы 196-й км на восточной окраине села Покровская Богачка. Впадает в одно из русел реки Сула северо-западнее села Березняки.
Русло слаборазвитое. На реке есть несколько прудов. Река в среднем течении летом пересыхает. Пойма Багачки в приустьевом участке сливается с заболоченной поймой Сулы с тростниковой и луговой растительностью, где севернее расположено болото Зубова.
Крупных притоков нет.

## Населённые пункты
Населённые пункты на реке (от истока до устья):
1. Покровская Богачка
2. Запорожчино
3. Тарасовка